# بنای یادبود کتاب‌سوزان نازی‌ها

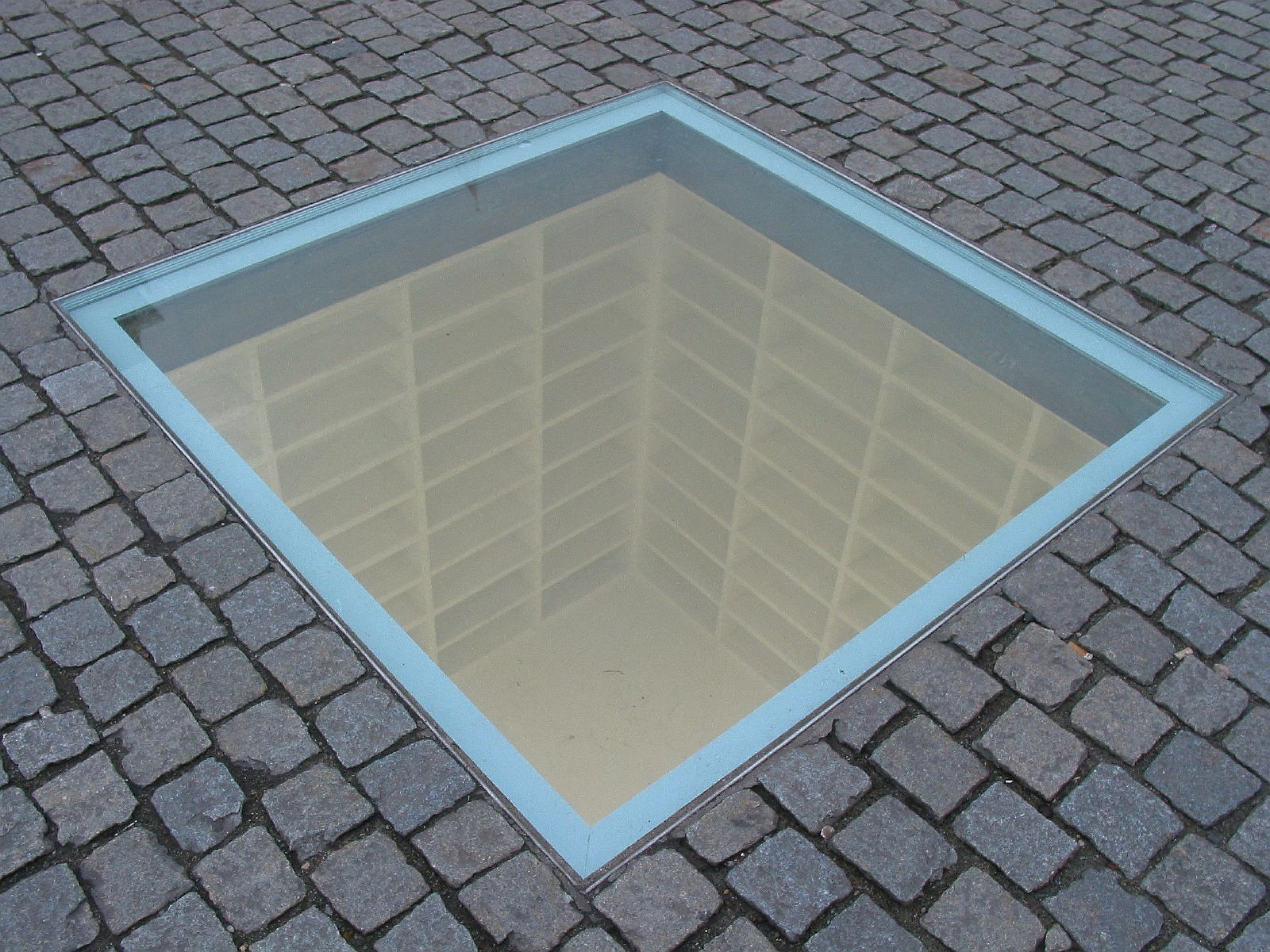
یادمان در میانهٔ ببل‌پلاتز

بنای یادبود کتاب‌سوزی‌ها نام یک یادواره در محلهٔ ببل‌پلاتز در مرکز شهر برلین است. این بنا را جایی ساخته‌اند، که روز ۱۰ مه ۱۹۳۳ چند تن از اعضای اتحادیه دانش‌آموزان سوسیال ناسیونالیست و چند استاد دانشگاه فردریش ویلهلم (هامبلدت امروزی) بیش از ۲۰٫۰۰۰ جلد کتاب که اکثراً متعلق به نویسندگان یهودی، کمونیست، لیبرال و چپ‌گرا را در آتش سوزاندند.
یادمان ابعاد ۵×۵×۵ متر دارد و زیر زمین است و با شیشه‌ای سقف آن پوشانده شده به طوری که از خیابان می‌توان داخل اتاقک را از بالا مشاهده کرد. داخل یادمان قفسه‌های ۲۰۰۰۰ کتاب دیده می‌شوند. طراح این یادمان هنرمند اسرائیلی Micha Ullman است که در ۲۰ مارس ۱۹۹۵ آن را ساخته. همچنین چند مصراع شعر در کنار این یادبود نگارش شده‌است.

## نگارخانه

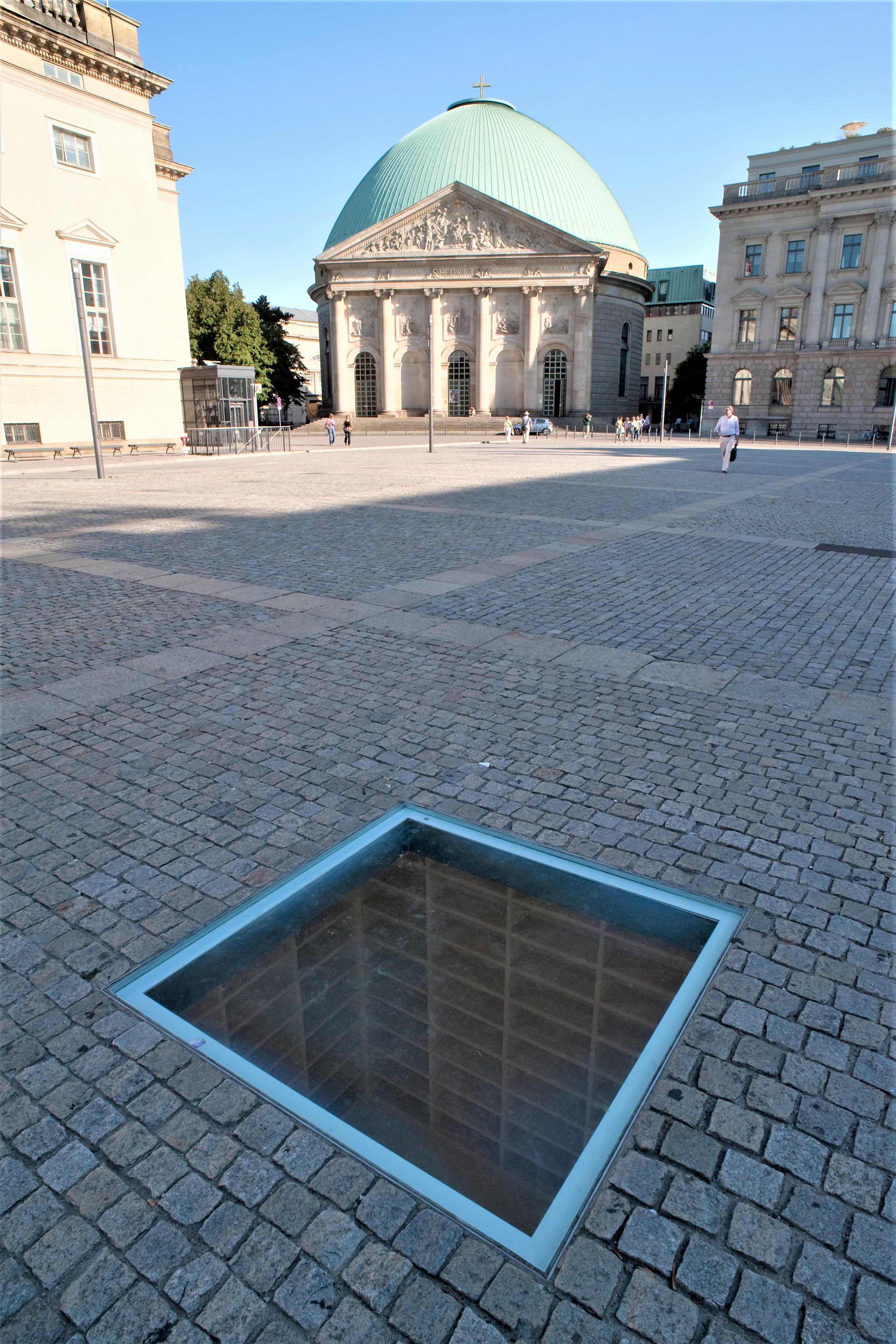
Monument in memory of the book burning (in the background the کلیسای جامع سنت ادویک)
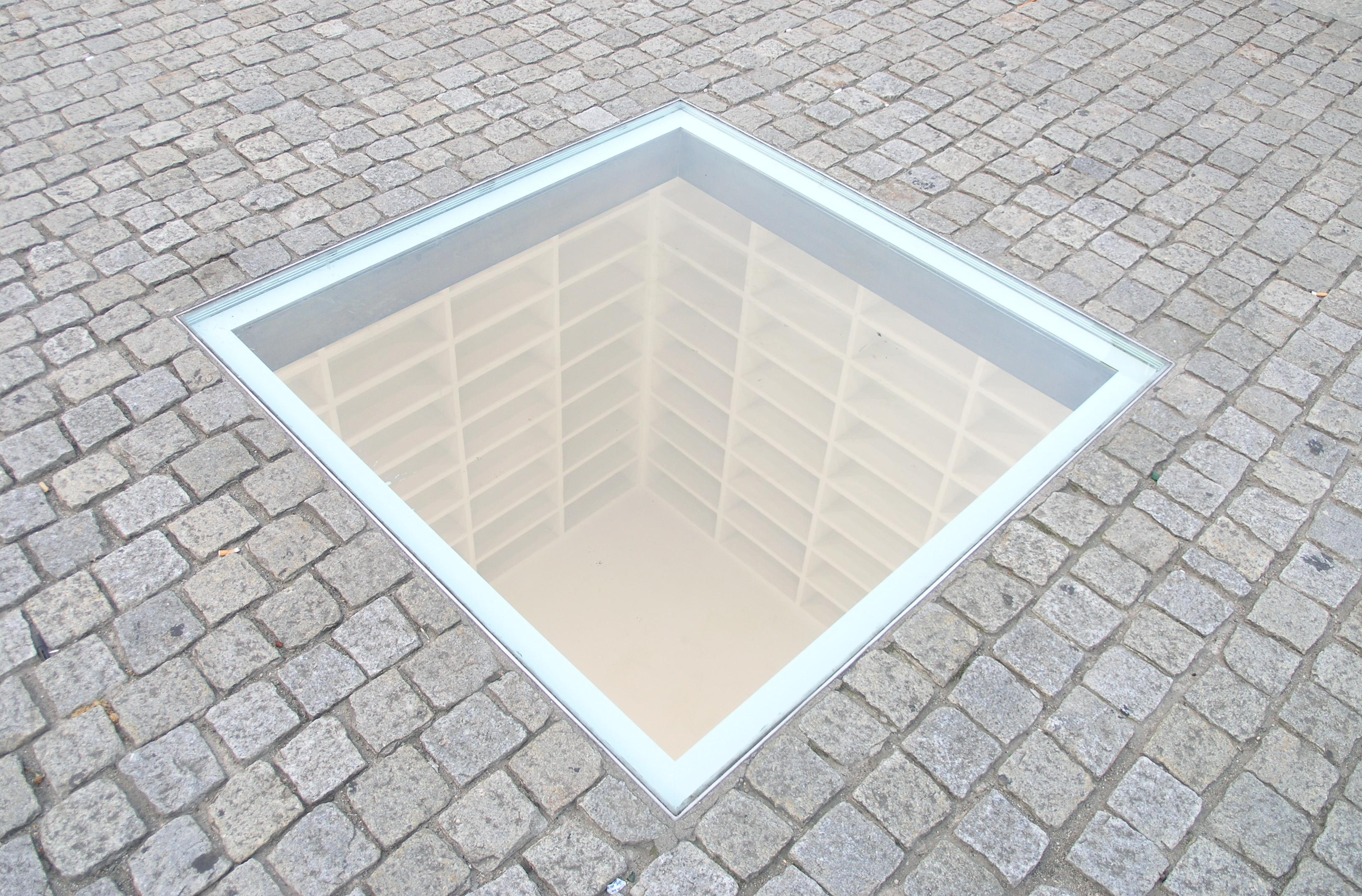
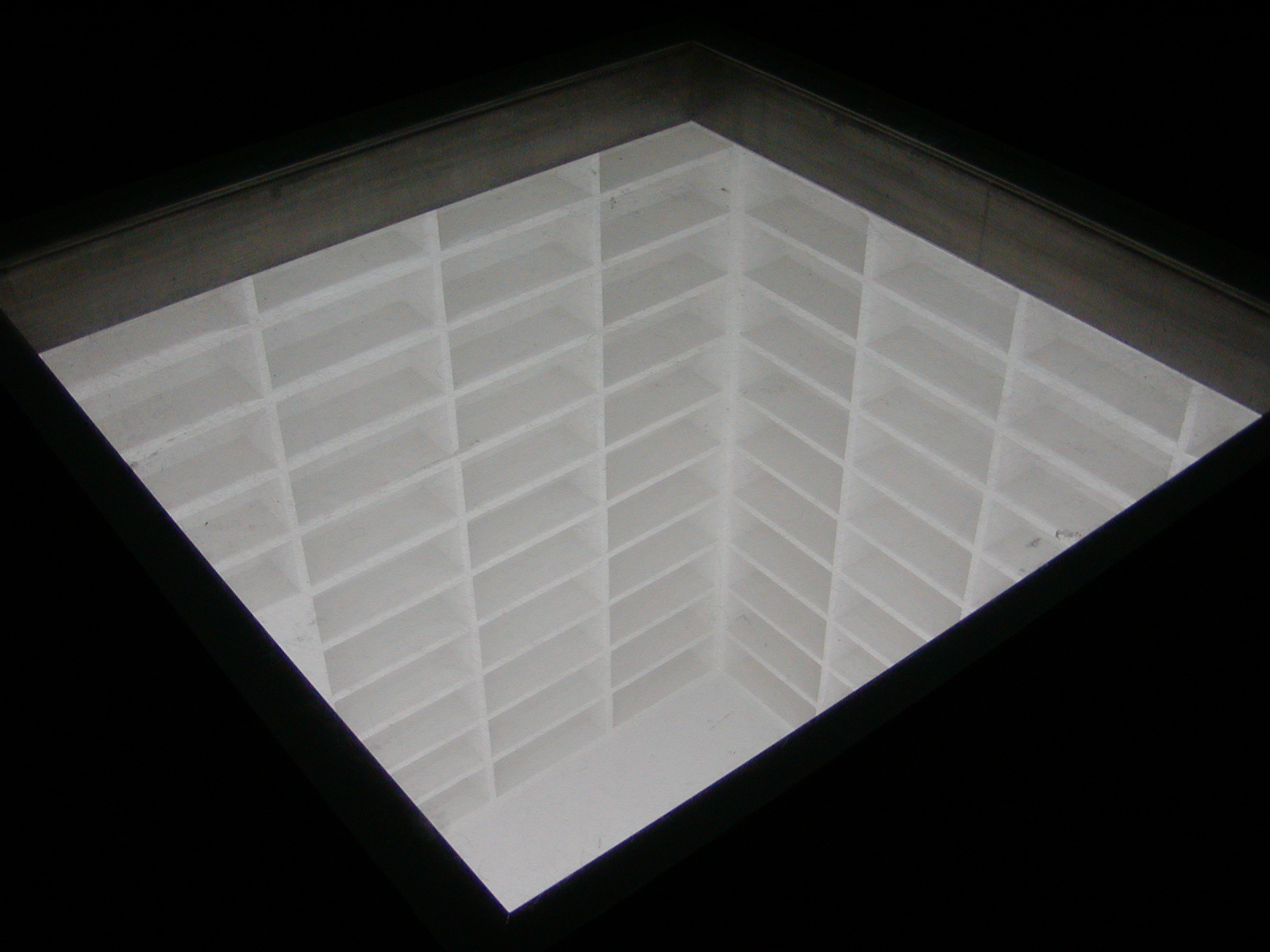
View into the monument; brightly lit at night
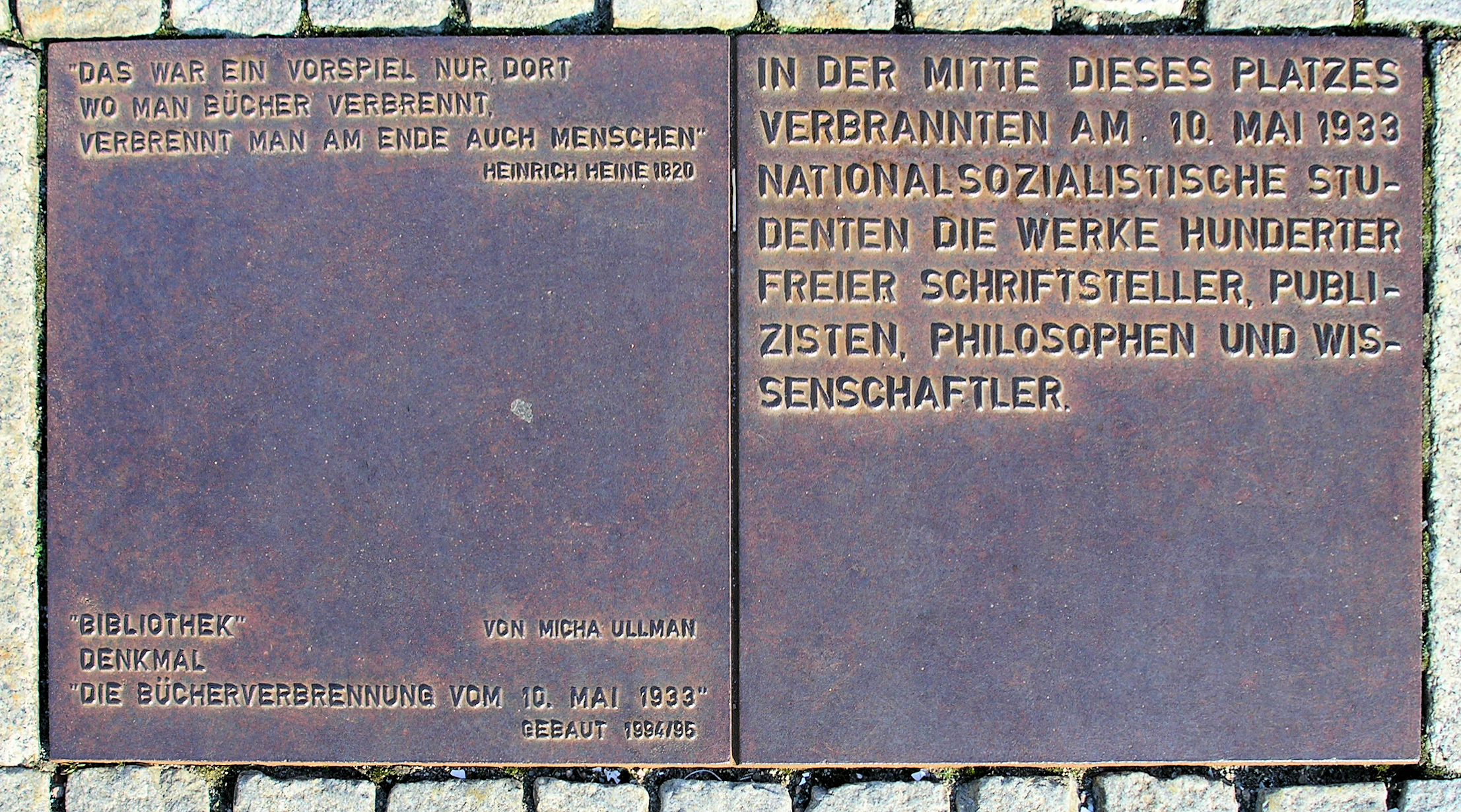
One of the memorials plaques